# Gündelhart
Gündelhart ist eine Siedlung in der politischen Gemeinde Homburg im Bezirk Frauenfeld im Schweizer Kanton Thurgau. Der Ort hatte im Jahr 2010 49 Einwohner.

## Geographie
Gündelhart liegt auf dem Seerücken zwischen Untersee und Thurebene, westlich von Hörhausen und nördlich von Lanzenneunforn.

## Geschichte
Gündelhart gehörte bis 1998 zur Ortsgemeinde Gündelhart-Hörhausen in der Munizipalgemeinde Steckborn. Bis 1953 trug die Ortsgemeinde den Namen Gündelhart.
→ siehe Abschnitt Geschichte im Artikel Gündelhart-Hörhausen

## Sehenswürdigkeiten
Das Dorfbild wird geprägt durch die Katholische Kirche St. Mauritius mit ihrem charakteristischen Zwiebelturm, dem Schloss Gündelhart (bis zum Ende des 19. Jh. im Besitz derer von Beroldingen), dem Gebäudekomplex «Beggestübli» und dem zentral gelegenen Pfarrhaus.
Gündelhart ist im Inventar der schützenswerten Ortsbilder der Schweiz aufgeführt.

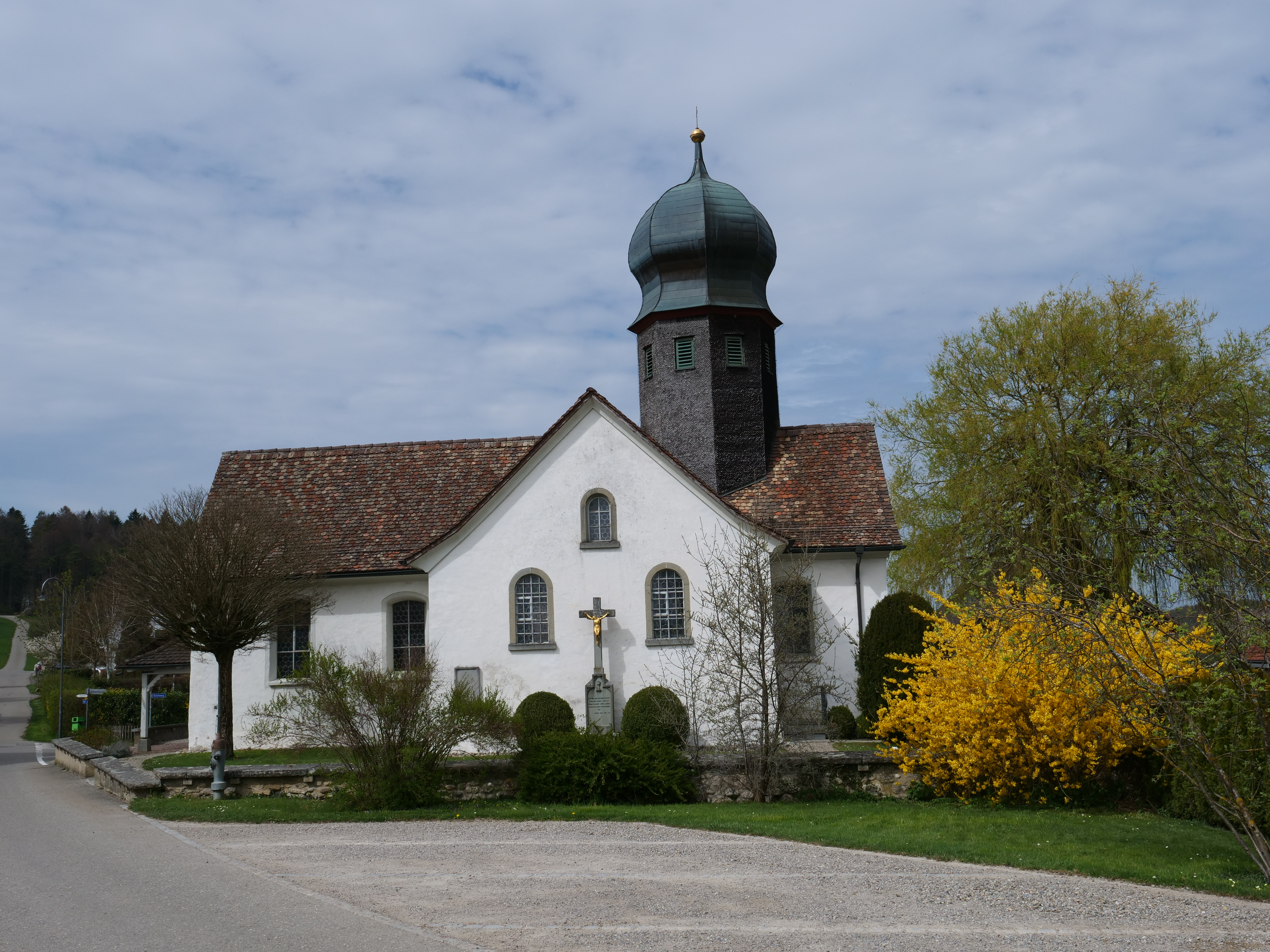
Kirche St. Mauritius
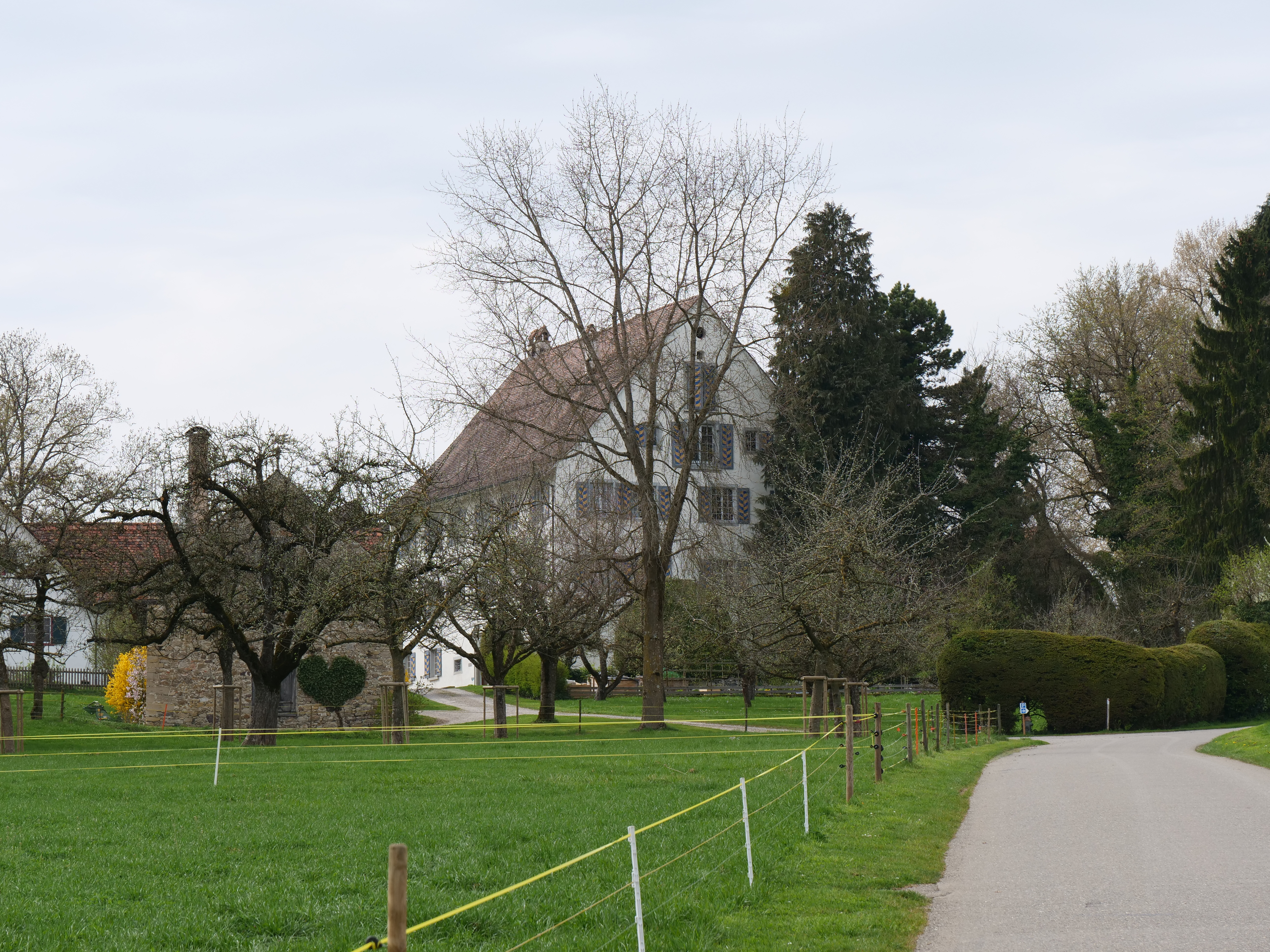
Schloss Gündelhart
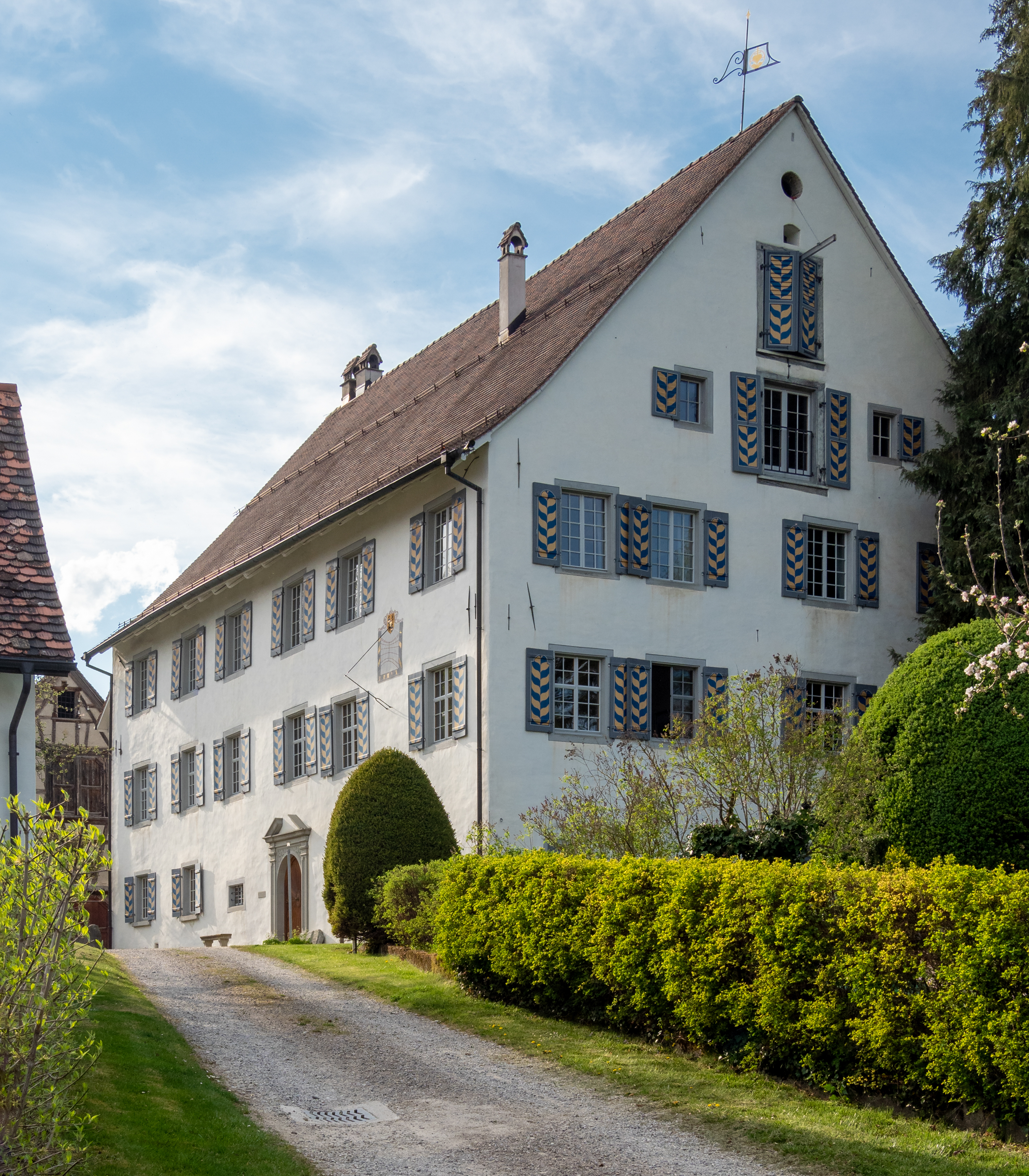
Schloss Gündelhart von Ost-Südost
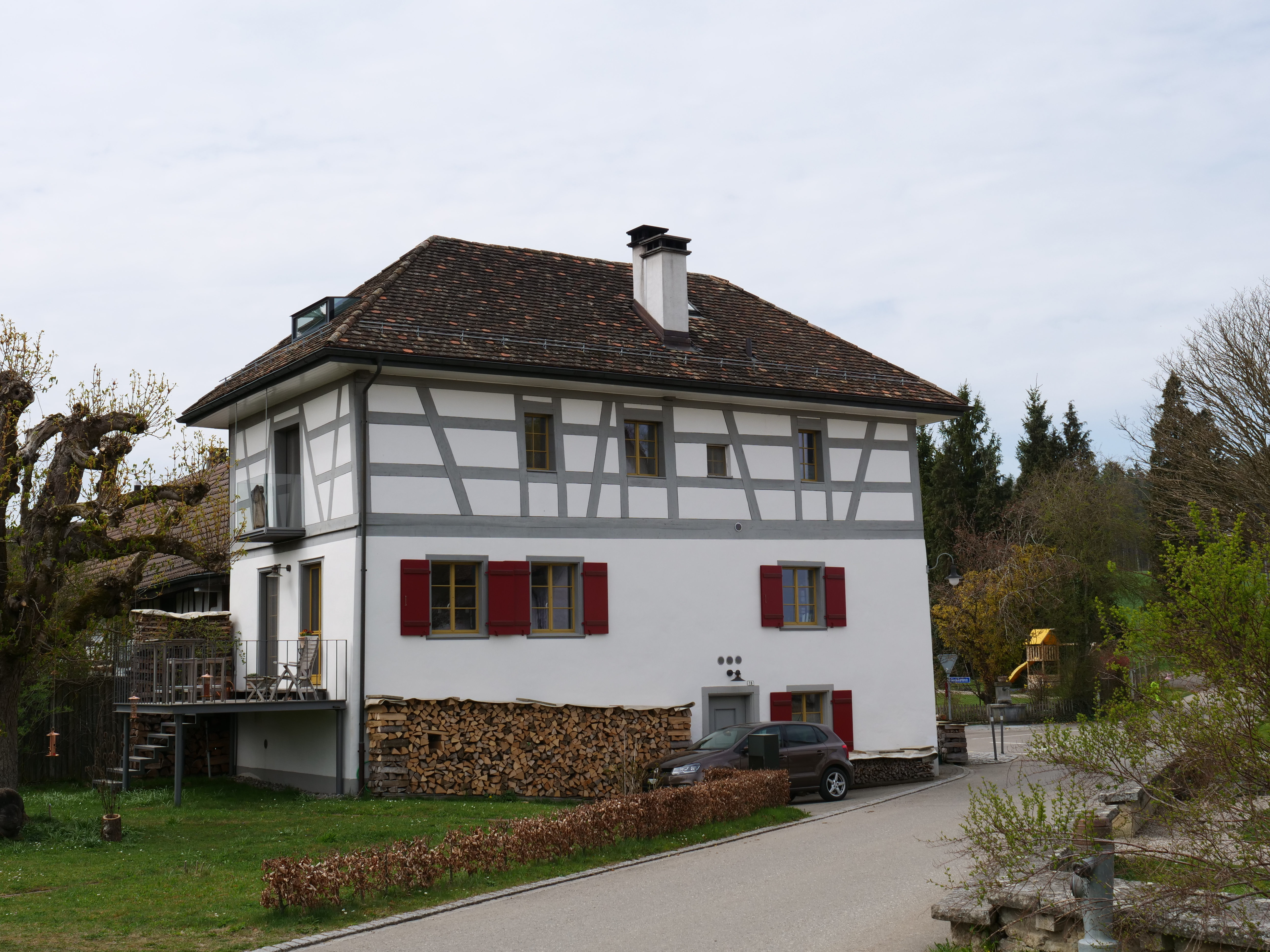
«Beggestübli»
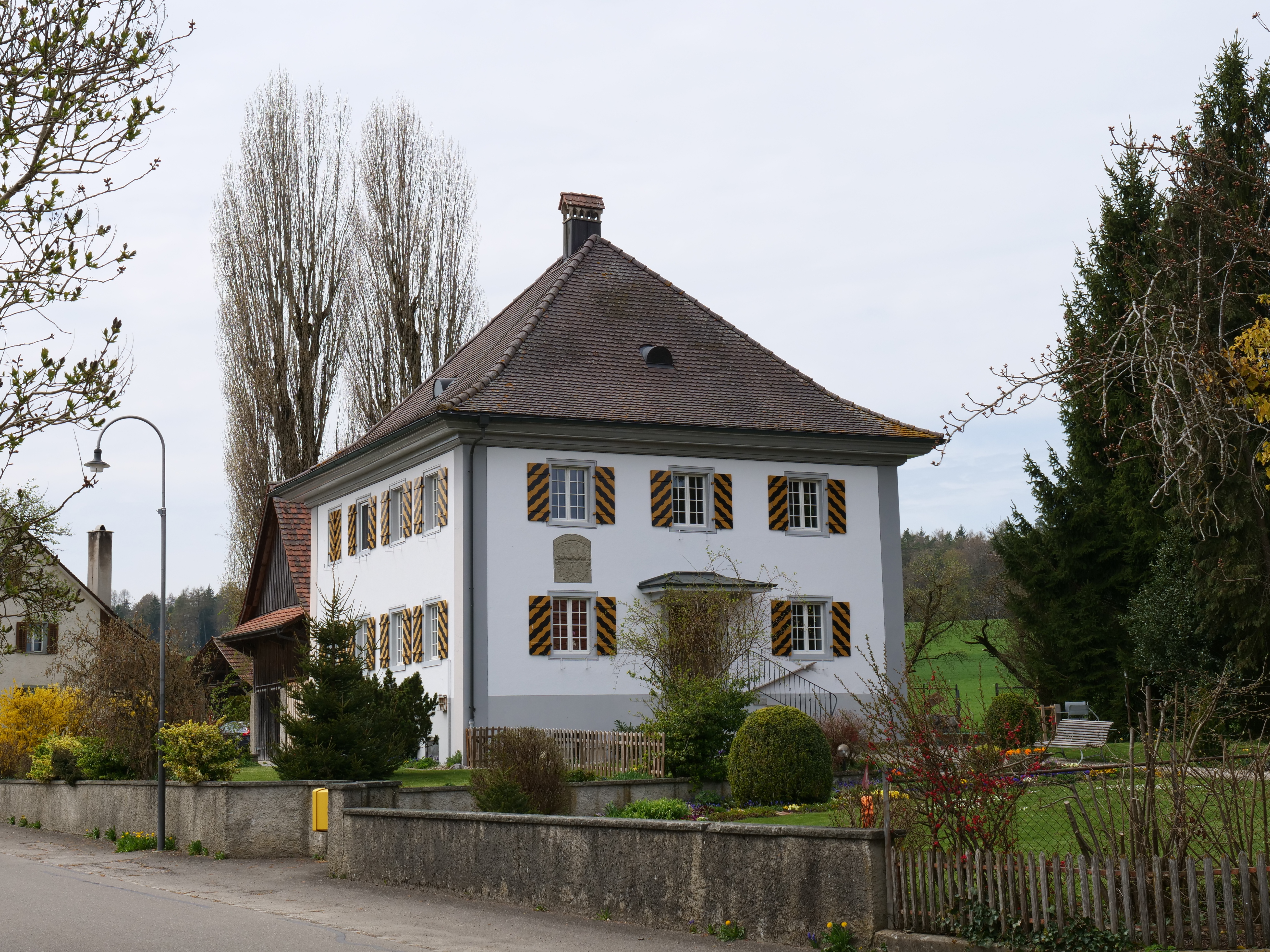
Katholisches Pfarrhaus